# КК Гран Канарија
КК Гран Канарија (шп. CB Gran Canaria) шпански је кошаркашки клуб из града Лас Палмас де Гран Канарија. У сезони 2024/25. такмичи се у АЦБ лиги и у Еврокупу.

## Историја
Клуб је основан 1963. године као школски, али је на таласу његових добрих резултата временом формиран и сениорски тим који је почео да крчи пут ка највишим степенима такмичења. Пласман у АЦБ лигу по први пут изборио је 1985. године. У наредних десет година више пута је губио и поново освајао место у овом елитном рангу, а од 1995. се непрекидно такмичи у њему. Најбољи резултат остварио је у сезони 2012/13. проласком у полуфинале. У националном купу највећи успех био је пласман у финале (сезона 2015/16.). Победник Суперкупа Шпаније био је 2016. године.
Када су међународна такмичења у питању, клуб је у периоду од 2003. до данас мање-више редован учесник Еврокупа, кога је у сезони 2022/23. и освојио. 

## Успеси

### Национални
- Куп Шпаније:
  - Финалиста (1): 2016.

- Суперкуп Шпаније:
  - Победник (1): 2016.
  - Финалиста (1): 2017.

### Међународни
- Еврокуп:
  - Победник (1): 2023.
  - Финалиста (2): 2015, 2025.

## Учинак у претходним сезонама
| Сез.     | Првенство Шпаније | Куп Шпаније  | Европско такмичење      | Европско такмичење |
| -------- | ----------------- | ------------ | ----------------------- | ------------------ |
| 2003/04. | Четвртфинале ПО   | —            | УЛЕБ куп — Топ 16       |                    |
| 2004/05. | Четвртфинале ПО   | Четвртфинале | УЛЕБ куп — Топ 42       |                    |
| 2005/06. | Четвртфинале ПО   | Четвртфинале | ФИБА Еврокуп — Топ 32   |                    |
| 2006/07. | Четвртфинале ПО   | Четвртфинале | УЛЕБ куп — Топ 16       |                    |
| 2007/08. | 9. место          | —            | УЛЕБ куп — Топ 16       |                    |
| 2008/09. | Четвртфинале ПО   | Четвртфинале | Еврокуп — Топ 32        |                    |
| 2009/10. | Четвртфинале ПО   | —            | Еврокуп — Четвртфинале  |                    |
| 2010/11. | Четвртфинале ПО   | Четвртфинале | Еврокуп — Топ 16        |                    |
| 2011/12. | 14. место         | —            | Еврокуп — Топ 32        |                    |
| 2012/13. | Полуфинале ПО     | Полуфинале   | —                       |                    |
| 2013/14. | Четвртфинале ПО   | Четвртфинале | —                       |                    |
| 2014/15. | Четвртфинале ПО   | Четвртфинале | Еврокуп — Финалиста     |                    |
| 2015/16. | Четвртфинале ПО   | Финалиста    | Еврокуп — Полуфинале    |                    |
| 2016/17. | Четвртфинале ПО   | Четвртфинале | Еврокуп — Четвртфинале  |                    |
| 2017/18. | Полуфинале ПО     | Полуфинале   | Еврокуп — Четвртфинале  |                    |
| 2018/19. | 12. место         | —            | Евролига — 14. место    |                    |
| 2019/20. | 11. место         | —            | —                       |                    |
| 2020/21. | Четвртфинале ПО   | —            | Еврокуп — Полуфинале    |                    |
| 2021/22. | Четвртфинале ПО   | —            | Еврокуп — Четвртфинале  |                    |
| 2022/23. | Четвртфинале ПО   | Четвртфинале | Еврокуп — Победник      |                    |
| 2023/24. | Четвртфинале ПО   | Четвртфинале | Еврокуп — Осмина финала |                    |
| 2024/25. | —                 | Полуфинале   | Еврокуп — Финалиста     |                    |

## Познатији играчи
- Пабло Агилар
- Дејан Боровњак
- Мајкл Брамос
- Фран Васкез
- Корнел Давид
- Владимир Дашић
- Алекс Марић
- Ник Кејнер Медли
- Џејси Керол
- Хуан Паласиос
- Ален Омић
- Сасу Салин
- Дахуан Самерс
- Урош Слокар